# Deutsches Volksblatt
Deutsche Volksblatt foi um periódico editado na cidade brasileira de São Leopoldo, Rio Grande do Sul. Circulou em 10 de março de 1871 com a missão de apresentar ao público leitor de jornais as notícias mais recentes e os acontecimentos de natureza política, científica e religiosa de forma mais verdadeira e imparcial.
Idealizado pelos jesuítas e impresso em uma pequena impressora manual trazida da Europa, foi editado inicialmente por Jakob Dillenburg, que também trabalhava como tipógrafo, impressor e expedidor do jornal, até 1874. Depois a direção foi assumida pelo padre Mathias Müsch. O jornal ocupava inicialmente uma pequena casa no jardim do colégio dos padres jesuítas em São Leopoldo.
Surgiu em contraposição ao anti-católico Deutsche Zeitung, editado por Carlos von Koseritz. Tendo também sido combatido, a partir de 1890 pelo Deutsche Post, de orientação luterana.
Foi propriedade até 1891 dos jesuítas, quando foi vendido para uma sociedade, que manteve sua orientação editorial, sob comando de Klemens Wallau. Com a morte de Wallau, em 1893, o comando passou para seu assessor, Hugo Metzler. Com a Proclamação da República tornou-se porta-voz do Partido Católico de Centro. Sua redação foi transferida para Porto Alegre, na Typographia do Centro, na época uma sociedade anônima
Em 1895 ocupava um galpão alugado em Porto Alegre quando um artigo publicado sobre a tomada de Roma desagradou alguns imigrantes italianos, que invadiram a tipografia e a depredaram.Isto levou a dissolução da sociedade, ficando o jornal sob a propriedade de alguns individuos que conseguiram reerguer o jornal. Hugo Metzler com o decorrer dos anos se tornou o único proprietário da Typographia e portanto também do jornal.
Em 1903 era o jornal teuto-brasileiro mais lido em Porto Alegre. Conseguiu sobreviver à Primeira Guerra Mundial e com a morte de Hugo Metzler em 1929, o jornal passou às mãos de seu filho, Franz Metzler, que o editou até o seu fechamento em 1939, durante a campanha de nacionalização, promovida por Getúlio Vargas.
O jornal reabriu depois da guerra, porém em março de 1956 um incêndio paralisou suas operações e em 1960 o jornal ressurgiria por um breve período com o nome Neues Deutsches Volksblatt.
Deixou de ter uma apresentação comercial independente com o advento da Segunda Grande Guerra, quando passou a se chamar A Nação, publicado em português e atingindo um público maior.